# Înălțarea Domnului

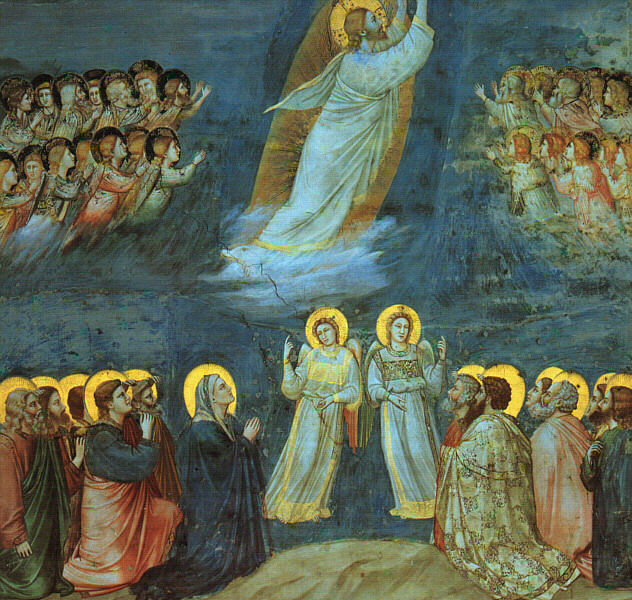
Înălțarea (Giotto, Cappella degli Scrovegni)

Înălțarea Domnului este o mare sărbătoare creștină, care comemorează înălțarea la cer a lui Iisus Hristos, la 40 de zile după Învierea Domnului.

## Semnificație
Potrivit Faptele Apostolilor 1:1-1:11, Isus, după Înviere, S-a arătat apostolilor timp de 40 de zile, după care S-a înălțat la cer, de față cu ei.
„Domnul Iisus, după ce a vorbit cu ei, S-a înălțat la cer și a șezut la dreapta lui Dumnezeu” (Mc 16, 19). Trupul lui Hristos a fost glorificat din momentul Învierii sale, după cum o dovedesc însușirile noi și supranaturale de care Trupul său se bucură de acum înainte în permanență. Dar în timpul celor patruzeci de zile în care va mânca în mod familiar cu ucenicii săi și îi va învăța despre Împărăție, slava lui rămâne învăluită sub trăsăturile unei umanități obișnuite. Ultima apariție a lui Isus se sfârșește prin intrarea ireversibilă a umanității sale în gloria dumnezeiască simbolizată de norul și cerul în care șade de acum înainte de-a dreapta lui Dumnezeu. În mod cu totul excepțional și unic, El i se va arăta lui Paul „ca unuia născut înainte de vreme” (1 Cor 15, 8) într-o ultimă apariție care îl instituie pe acesta apostol. 
Caracterul voalat din acest timp al gloriei Celui Înviat transpare în cuvântul lui tainic către Maria Magdalena: „Încă nu m-am suit la Tatăl meu. Mergi la frații mei și spune-le: mă sui la Tatăl meu și Tatăl vostru, la Dumnezeul meu și Dumnezeul vostru” (In 20, 17). Aceasta indică o diferență de manifestare între slava lui Hristos cel înviat și cea a lui Hristos preamărit de-a dreapta Tatălui. Evenimentul, în același timp istoric și transcendent, al Înălțării marchează trecerea de la una la cealaltă.
De acum înainte, Hristos șade de-a dreapta Tatălui. Sfântul Ioan Damaschinul spune: „Prin dreapta Tatălui înțelegem slava și cinstea dumnezeirii în care Cel care exista ca Fiu al lui Dumnezeu mai înainte de toți vecii ca Dumnezeu și consubstanțial Tatălui s-a așezat cu trupul după ce s-a întrupat și după ce trupul lui a fost preaslăvit”.
Șederea de-a dreapta Tatălui semnifică inaugurarea domniei lui Mesia, împlinirea viziunii profetului Daniel despre Fiul Omului: „Și lui i s-au dat stăpânirea, slava și împărăția, și toate popoarele, neamurile și limbile îi slujeau lui. Stăpânirea lui este veșnică, stăpânire care nu va trece, iar împărăția lui nu va fi nimicită niciodată” (Dan 7, 14). Din acel moment, apostolii au devenit martorii „Împărăției care nu va avea sfârșit”
Semnificația Înălțării nu este legată atât de fenomenul în sine, cât ca expresie a preamăririi cerești a lui Hristos care, ridicat prin Înviere la dreapta lui Dumnezeu, domnește ca Rege. Învingând moartea, Hristos a început un nou mod de viață alături de Dumnezeu, pe care l-a pregătit și aleșilor săi. La izbânda lui ia partea întreaga natură umană (cf. Ef 2, 4-6). Spiritualitatea Înălțării se întemeiază pe speranță. Creștinii privesc la casa cerească ce-i așteaptă, trăind încă pe pământ în realitatea lumii noi în care domnește Hristos.
Rezumate în trei puncte, pentru creștini Înălțarea semnifică:
1. Înălțarea lui Hristos marchează intrarea definitivă a umanității lui Isus în domeniul ceresc al lui Dumnezeu, de unde va veni iarăși, dar care până atunci îl ascunde privirilor oamenilor.
2. Isus Hristos, Capul Bisericii, merge înaintea noastră în Împărăția glorioasă a Tatălui, pentru ca noi, mădularele Trupului său, să trăim în speranța că într-o zi vom fi pe vecie cu El.
3. Isus Hristos, intrând o dată pentru totdeauna în sanctuarul cerului, mijlocește necontenit pentru noi, fiind Mijlocitorul care ne asigură necontenit revărsarea Spiritului Sfânt.[4]

## Istoric
Înălțarea lui Isus Hristos este amintită în Simbolul Apostolilor și în Crezul niceeano-constantinopolitan. Începând din secolul al IV-lea, sărbătoarea se celebrează, atât în Răsărit, cât și în Apus, la 40 de zile după Paști (într-o zi de joi). Înainte de fixarea acestei zile, evenimentul era comemorat la Rusalii.
În unele țări din Europa occidentală, dacă Înălțarea nu este sărbătoare legală, celebrarea liturgică se transferă în duminica imediat următoare.
În România, odată cu Înălțarea Domnului se serbează și Ziua Eroilor. Încă din 1920, prin Decretul-lege nr. 1693/4 mai 1920, s-a stabilit ca aceasta să fie sărbătorită în fiecare an cu prilejul zilei Înălțării Domnului. În această zi, după Liturghie, sunt oficiate slujbe de pomenire a eroilor neamului românesc în toate catedralele, bisericile, mănăstirile, cimitirele, troițele și monumentele închinate acestora din țară și din străinătate. Apoi, la ora 12, în această zi de sărbătoare națională, clopotele tuturor bisericilor ortodoxe din România sunt trase în semn de recunoștință față de eroii care s-au jertfit pentru neam, credință și țară.